# Rhus chondroloma
Rhus chondroloma är en sumakväxtart. Rhus chondroloma ingår i släktet sumaker, och familjen sumakväxter.

## Underarter
Arten delas in i följande underarter:
- R. c. chondroloma
- R. c. huajuapanensis